# 被遺忘的戰役
《被遺忘的戰役》（荷蘭語：De Slag om de Schelde）是一部2020年荷蘭戰爭劇情片，講述1944年二戰期間，一名英國滑翔機飛行員、在荷蘭參戰的德國轴心士兵以及泽兰省反抗軍女性各自捲入了斯海爾德河戰役，儘管立場不同但仍為自由而戰。電影由馬諦司·范海尼傑執導，寶拉·凡德·奧斯特根據自己與傑西·梅曼（Jesse Maiman）構思的故事編寫劇本。主演包括薛斯·布隆、傑米·弗拉特斯（Jamie Flatters）與蘇珊·拉德。
電影的全球首映2020年12月14日在弗利辛恩舉行，2021年6月5日在荷蘭上映，10月15日上線Netflix。

## 演員
- 薛斯·布隆（英语：Gijs Blom）飾演馬里努斯·范史塔維倫（Marinus van Staveren）
- 傑米·弗拉特斯（Jamie Flatters）飾演威廉·辛克萊（William Sinclair）
- 蘇珊·拉德（荷兰语：Susan Radder）飾演特恩潔·維瑟（Teuntje Visser）
- 強恩·貝吉福特（荷兰语：Jan Bijvoet）飾演維瑟醫生（Doctor Visser）
- 湯姆·費爾頓飾演東尼·透納（Tony Turner）
- 賈斯特斯·馮多南伊（英语：Justus von Dohnányi）飾演伯格霍夫上校（Oberst Berghof）
- 馬克·范伊文（英语：Mark van Eeuwen）飾演皮姆·登奧佛（Pim den Oever）
- 理查·迪蘭（英语：Richard Dillane）飾演辛克萊上尉（Captain Sinclair）

## 製作

### 發展
本片由荷蘭的福音廣播公司、荷蘭公共廣播公司和比利時公司高雅影業（Caviar）聯合製作。2019年11月，Netflix加入製作行列，《被遺忘的戰役》成為該公司拍攝的首部荷蘭電影。馬諦司·范海尼傑被聘來擔任導演，亞藍·德利維塔（Alain de Levita）、寶拉·凡德·奧斯特和馬克·范伊文監製。

### 拍攝
《被遺忘的戰役》預算約1400萬歐元，繼《黑色名冊》（2006年）後製作成本第二高的荷蘭電影。電影以荷蘭語和英語為主，並帶有部分德語。主要拍攝於立陶宛展開；拍攝地點包括荷蘭和比利時。

## 發行
本片2020年12月14日在弗利辛恩舉行全球首映；原定數天後在荷蘭全國上映，但被延期至2021年6月5日。首支預告片發表於2020年11月。2021年10月15日上線Netflix，作為全球市場發行。

## 外部連結
- 互联网电影数据库（IMDb）上《被遺忘的戰役》的资料（英文）
- 豆瓣电影上《被遺忘的戰役》的資料 （简体中文）
- 《被遺忘的戰役》 （页面存档备份，存于）在利維塔影業網站的頁面